# サンゴンサロ (リオデジャネイロ州)
サンゴンサロ（São Gonçalo [sɐ̃w ɡõˈsalu]）は、ブラジルのリオデジャネイロ州の自治体で、南東部地域に位置する。リオデジャネイロ大都市圏に属し、ニテロイ、マリカー、イタボライの各自治体と陸上で接し、グアナバラ湾を挟んでリオデジャネイロ市と海上で接する。2024年の国勢調査によると、人口は960,652人であり、州内で2番目、ブラジル国内では18番目に人口が多い自治体である。

## 概要
人口は約109万人（2020年）で、州都のリオデジャネイロ市に次いで人口が多い。リオデジャネイロ都市圏に含まれ、リオ・ニテロイ橋を通れば車で30分ほどの距離である。

## 歴史
先史時代と先住民
現在のブラジル領土には、少なくとも紀元前10,000年頃には他の大陸からの人々が居住していたとされる。紀元1000年頃、この地域に居住していたタプイア族は、アマゾン地方から来たトゥピ族の到来により内陸へと追いやられた。
16世紀
16世紀に最初のヨーロッパ人がこの地域に到達したとき、当地にはトゥピ族の一派であるトゥピナンバ族が居住しており、後にタモイオ連合に加わった。考古学的な遺構によれば、トゥピナンバ族が特に多く居住していたのはイタオカ島である。
16世紀のリオデジャネイロ州沿岸地域およびサンゴンサロは、タモイオ連合の蜂起の舞台となった。この連合は、トゥピナンバ、トゥピニキン、アイモレ、テミミノの各部族とフランス人探検家がポルトガル人に対抗して結成したものである。
この反乱はポルトガルの植民活動強化により終息に向かい、ポルトガル人は先住民の村々を攻撃して住民を殺害または奴隷化した。1567年、ポルトガル軍司令官エスタシオ・デ・サが到着すると、彼の手勢はリオデジャネイロ市の前身となるサン・セバスティアン村を防衛しつつ、タモイオ族とフランス勢力の掃討にあたった。最終的に、トゥピナンバ族はリオデジャネイロ市域から追放され、グアナバラ湾およびカボ・フリオ方面へと退いた。
1579年4月6日、貴族ゴンサロ・ゴンサウヴェスがリオデジャネイロ州長官からインボアス川沿いの土地を与えられ、3年以内に礼拝堂と村を建設する義務を負った。彼は、自身が信仰する聖人サン・ゴンサロ・デ・アマランテに捧げる礼拝堂を建立した。
17世紀
ヨーロッパ人による定住は16世紀末に始まり、17世紀初頭にはイエズス会士が現在のRJ-104号線付近にあるコルバンデ地区に農場を設立した。この農場は現在も存在し、観光名所の一つとなっている。
1644年10月26日、当地は教区として設立され、1647年2月10日に正式に承認された。当時の記録によると、町は52平方キロメートルの範囲に広がり、人口は約6,000人であった。後にインボアス川沿いに本部が移され、2つ目の礼拝堂が建設された。17世紀の歴史的遺構としては、イピイバ地区の「ノッサ・セニョーラ・ダ・ボア・エスペランサ農場」や、エンジェーニョ・ペケーノ地区のカピタン・ミゲル・フリアス・デ・ヴァスコンセロスの屋敷、グラジン港のサン・ジョアン礼拝堂、イタオカ地区の「ファゼンダ・ダ・ルース」などが挙げられる。
1660年から1661年にかけて、サンゴンサロおよびニテロイの農民たちは、カシャッサ（サトウキビ酒）の生産に関する税金に反発し、武装してリオデジャネイロ市に向けて進軍し、州知事を追放した。この出来事は「カシャッサ反乱」として知られている。
19世紀
1819年5月10日、サンゴンサロは教区としての地位を一時的に失い、ニテロイ村の一地区とされた。
1860年までに、30か所のサトウキビ製糖所が存在し、グアシンジバ港、ボアスー港、ポルト・ヴェーリョ港、ポンタウ港などから砂糖を出荷していた。20世紀初頭まで、サンゴンサロにはおよそ12の港があり、リオデジャネイロ州の製品を首都に輸出していた。
1890年9月22日、州令第124号により、サンゴンサロ地区は町および自治体へ昇格した。
1892年5月8日、法令第1号により自治体としての地位が一時的に廃止され、サンゴンサロは7か月間ニテロイに再編入された。しかし同年12月7日、法令第34号により再び自治体として復活した。
20世紀
1922年、サンゴンサロは市（cidade）に昇格したが、翌1923年にはこの地位を失い、再び町（vila）に降格された。
1943年、リオデジャネイロ州における新たな領土区分が行われ、このときサンゴンサロはイタイプ地区をニテロイ市に割譲し、5つの地区（サンゴンサロ、イピイバ、モンジョロス、ネヴィス、セッチ・ポンチス）を残す構成となった。
1940年代〜50年代には、大規模な工場・産業の進出が始まり、州内でも最大級の工業地帯が形成された。これによりサンゴンサロは「マンチェスター・フルミネンセ（マンチェスター・オブ・フルミナス州）」の異名を得た。

## 地理
サンゴンサロはグアナバラ湾北東部に面している。

## 行政区画
5つの地区で構成される。
- São Gonçalo
- Ipiiba
- Monjolos
- Neves
- Sete Pontes

## 交通
バスが主要な交通手段である。

## 教育
リオデジャネイロ州立大学の教員養成学部のキャンパスがある。

## スポーツ

### サッカー
サンゴンサロをホームとするサッカークラブがある。
- Gonçalense Futebol Clube
- São Gonçalo Futebol Clube
- São Gonçalo Esporte Clube

## 出身者
- アンデルソン・バンバ：サッカー選手
- ヴィウソン：サッカー選手
- ヴィニシウス・ジュニオール：サッカー選手
- ルーカス・ノゲイラ : バスケットボール選手